# Mistrzostwa Polski w Skokach Narciarskich 1996
71. Mistrzostwa Polski w Skokach Narciarskich – zawody o mistrzostwo Polski w skokach narciarskich, które odbyły się w dniach 22-24 marca 1996 roku na Średniej i Wielkiej Krokwi w Zakopanem.
W konkursie indywidualnym na skoczni normalnej zwyciężył Wojciech Skupień, srebrny medal zdobył Adam Małysz, a brązowy – Aleksander Bojda. Na dużym obiekcie najlepszy okazał się Małysz przed Skupieniem i Robertem Mateją.
Konkurs drużynowy na normalnej skoczni wygrał zespół Start Zakopane w składzie: Krystian Długopolski, Marcin Sitarz i Wojciech Skupień.

## Wyniki

### Konkurs drużynowy na normalnej skoczni (22.03.1996)
| Miejsce | Klub                | Zawodnik                     | Nota zespołu |
| ------- | ------------------- | ---------------------------- | ------------ |
| 1.      | Start Zakopane      | Krystian Długopolski         | 554,5        |
| 1.      | Start Zakopane      | Marcin Sitarz                | 554,5        |
| 1.      | Start Zakopane      | Wojciech Skupień             | 554,5        |
| 2.      | KS Wisła Wisła I    | Arkadiusz Wantulok           | 552,5        |
| 2.      | KS Wisła Wisła I    | Aleksander Bojda             | 552,5        |
| 2.      | KS Wisła Wisła I    | Adam Małysz                  | 552,5        |
| 3.      | TS Wisła Zakopane   | Kazimierz Bafia              | 524,0        |
| 3.      | TS Wisła Zakopane   | Andrzej Młynarczyk           | 524,0        |
| 3.      | TS Wisła Zakopane   | Robert Mateja                | 524,0        |
| 4.      | WKS Zakopane I      | Bartłomiej Gąsienica-Sieczka | 522,0        |
| 4.      | WKS Zakopane I      | Andrzej Galica               | 522,0        |
| 4.      | WKS Zakopane I      | Stefan Habas                 | 522,0        |
| 5.      | BBTS Bielsko-Biała  | Marek Gwóźdź                 | 495,0        |
| 5.      | BBTS Bielsko-Biała  | Jacek Pawlak                 | 495,0        |
| 5.      | BBTS Bielsko-Biała  | Mirosław Grzybowski          | 495,0        |
| 6.      | LKS Klimczok Bystra | Mariusz Maciaś               | 417,5        |
| 6.      | LKS Klimczok Bystra | Bartłomiej Nikiel            | 417,5        |
| 6.      | LKS Klimczok Bystra | Łukasz Kruczek               | 417,5        |
| 7.      | KS Wisła Wisła II   | Grzegorz Śliwka              | 385,5        |
| 7.      | KS Wisła Wisła II   | Mirosław Kędzior             | 385,5        |
| 7.      | KS Wisła Wisła II   | Mariusz Wantulok             | 385,5        |
| 8.      | WKS Zakopane II     | Paweł Czopek                 | 382,5        |
| 8.      | WKS Zakopane II     | Rafał Kuchta                 | 382,5        |
| 8.      | WKS Zakopane II     | Andrzej Karpiel              | 382,5        |

W konkursie wzięło udział 14 zespołów.

### Konkurs indywidualny na normalnej skoczni (23.03.1996)
| Miejsce | Zawodnik           | Klub                | Skok 1 | Skok 2 | Punkty |
| ------- | ------------------ | ------------------- | ------ | ------ | ------ |
| 1.      | Wojciech Skupień   | Start Zakopane      | 85,0   | 81,0   | 224,5  |
| 2.      | Adam Małysz        | KS Wisła Wisła      | 87,5   | 76,0   | 217,0  |
| 3.      | Aleksander Bojda   | KS Wisła Wisła      | 79,0   | 76,0   | 200,0  |
| 4.      | Marek Gwóźdź       | BBTS Bielsko-Biała  | 75,5   | 74,0   | 186,0  |
| 5.      | Łukasz Kruczek     | LKS Klimczok Bystra | 75,5   | 73,0   | 184,5  |
| 6.      | Robert Mateja      | TS Wisła Zakopane   | 74,5   | 72,0   | 180,5  |
| 6.      | Andrzej Młynarczyk | TS Wisła Zakopane   | 74,0   | 73,0   | 180,5  |
| 8.      | Marcin Sitarz      | Start Zakopane      | 70,5   | 72,0   | 168,5  |

W konkursie wzięło udział 46 zawodników.

### Konkurs indywidualny na dużej skoczni (24.03.1996)
| Miejsce | Zawodnik            | Klub                | Skok 1 | Skok 2 | Punkty |
| ------- | ------------------- | ------------------- | ------ | ------ | ------ |
| 1.      | Adam Małysz         | KS Wisła Wisła      | 123,5  | 119,0  | 256,9  |
| 2.      | Wojciech Skupień    | Start Zakopane      | 117,0  | 103,5  | 211,8  |
| 3.      | Robert Mateja       | TS Wisła Zakopane   | 112,0  | 95,0   | 186,0  |
| 4.      | Łukasz Kruczek      | LKS Klimczok Bystra | 93,5   | 87,0   | 131,3  |
| 5.      | Stefan Habas        | WKS Zakopane        | 96,0   | 82,0   | 130,3  |
| 6.      | Aleksander Bojda    | KS Wisła Wisła      | 98,5   | 74,0   | 120,4  |
| 7.      | Mirosław Grzybowski | BBTS Bielsko-Biała  | 95,0   | 72,0   | 108,0  |
| 8.      | Andrzej Młynarczyk  | TS Wisła Zakopane   | 91,5   | 75,5   | 107,0  |